# 1000-km-Rennen von Brands Hatch 1984

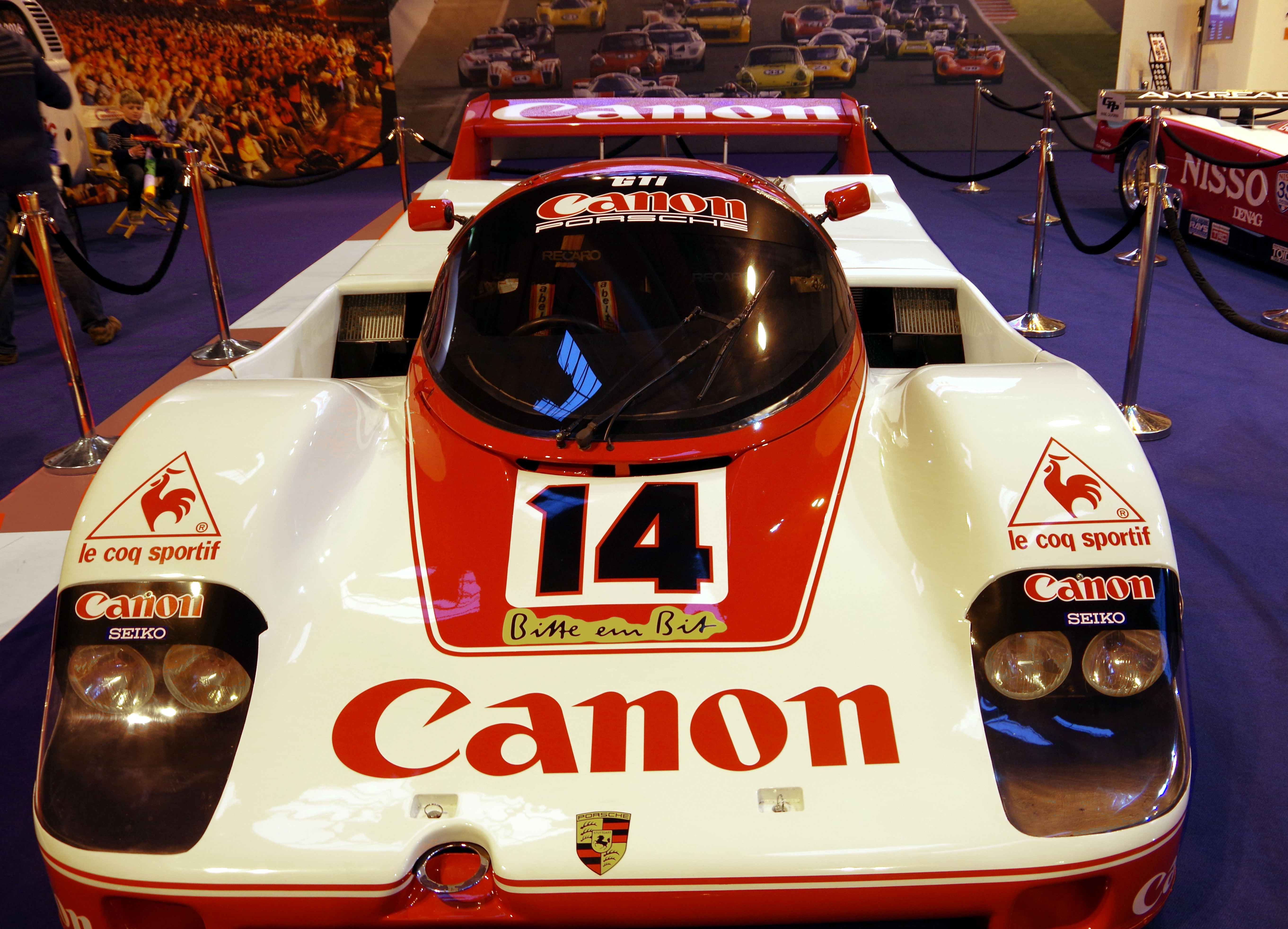
Porsche 956, Siegerwagen von Jonathan Palmer und Jan Lammers

Das 1000-km-Rennen von Brands Hatch 1984, auch British Airways 1000 F.I.A. World Endurance Championship For Drivers, Brands Hatch, fand am 29. September auf der Rennstrecke von Brands Hatch statt und war der fünfte Wertungslauf der Sportwagen-Weltmeisterschaft dieses Jahres.

## Das Rennen
Die Porsche-Werksmannschaft verzichtete auf eine Teilnahme am Langstreckenrennen in Brands Hatch. Dadurch eröffnete sich, neben den Werkswagen von Lancia, den Porsche-Privatteams die Möglichkeit zum Gesamtsieg. Die schnellste Trainingszeit fuhr Jonathan Palmer, der im Qualifikationstraining den 4,207 Kilometer langen Kurs in einer Zeit von 1:17,320 Minuten umrundete. 
Nach einer Fahrzeit von 5:41:46,330 Stunden gewann Palmer gemeinsam mit seinem Teamkollegen Jan Lammers im Canon-Racing-Porsche 956 das Rennen mit einem Vorsprung von zwei Runden auf den Joest-Porsche von Jochen Mass und Henri Pescarolo. Schnellster C2-Wagen war der Werks-Tiga GC84 von Neil Crang und Ray Bellm. Das australisch-britische Duo kam an der zehnten Stelle der Gesamtwertung ins Ziel. Auf den Rängen zwölf und 13 platzierten sich die Sieger der Rennklassen B (Jens Winther, Lars-Viggo Jensen und David Mercer im BMW M1) und GTX (Vittorio Coggiola, Gianni Giudici und Angelo Pallavicini im Porsche 935).

## Ergebnisse

### Schlussklassement
| 1               | C1  | 14  | GTi Engineering Canon Racing      | Jonathan Palmer Jan Lammers                         | Porsche 956    | 238 |
| 2               | C1  | 8   | Joest Racing                      | Jochen Mass Henri Pescarolo                         | Porsche 956B   | 236 |
| 3               | C1  | 55  | Skoal Bandit Porsche Team         | Guy Edwards Rupert Keegan Thierry Boutsen           | Porsche 962    | 234 |
| 4               | C1  | 10  | Porsche Kremer Racing             | David Sutherland George Fouché Desiré Wilson        | Porsche 956    | 229 |
| 5               | C1  | 19  | Team Warsteiner                   | Stefan Bellof Harald Grohs                          | Porsche 956B   | 224 |
| 6               | C1  | 33T | John Fitzpatrick Racing           | Thierry Boutsen Guy Edwards David Hobbs             | Porsche 956    | 222 |
| 7               | C1  | 5   | Martini Racing                    | Mauro Baldi Pierluigi Martini Bob Wollek            | Lancia LC2-84  | 221 |
| 8               | C1  | 9   | Team Warsteiner                   | Walter Brun Leopold von Bayern                      | Porsche 956    | 221 |
| 9               | C1  | 12  | DS Porsche Racing Team            | Volkert Merl Dieter Schornstein Louis Krages        | Porsche 956    | 217 |
| 10              | C2  | 70  | Spice Tiga Racing                 | Neil Crang Ray Bellm                                | Tiga GC84      | 207 |
| 11              | C1  | 21  | Charles Ivey Racing               | Barry Robinson Dudley Wood                          | Grid S2        | 203 |
| 12              | B   | 101 | Jens Winther Team Castrol Denmark | Jens Winther Lars-Viggo Jensen David Mercer         | BMW M1         | 191 |
| 13              | GTX | 131 | Vittorio Coggiola                 | Vittorio Coggiola Gianni Giudici Angelo Pallavicini | Porsche 935    | 185 |
| 14              | C1  | 65  | John Bartlett                     | Roger Andreason Steve Kempton Max Cohen-Olivar      | Lola T610      | 176 |
| 15              | C2  | 81  | Jolly Club                        | Carlo Facetti Martino Finotto Almo Coppelli         | Alba AR2       | 175 |
| 16              | C2  | 99  | JQF Engineering Ltd.              | Jeremy Rossiter Roy Baker                           | Tiga GC284     | 171 |
| Disqualifiziert |     |     |                                   |                                                     |                |     |
| 17              | C2  | 94  | Gil Baird Techspeed Racing        | Steve Thompson Tony Lanfranchi Divina Galica        | Grid S1        | 191 |
| 18              | GTP | 84  | Lyncar Motorsport Ltd.            | Costas Los John Nicholson                           | Lyncar MS83    | 185 |
| Ausgefallen     |     |     |                                   |                                                     |                |     |
| 19              | C2  | 72  | Gebhardt Motorsport               | Jan Thoelke Frank Jelinski Gerry Amato              | Gebhardt JC842 | 131 |
| 20              | B   | 107 | Raymond Boutinaud                 | Raymond Boutinaud Edgar Dören Gerard Brucelle       | Porsche 928S   | 123 |
| 21              | C2  | 88  | Arthur Hough Pressings Ark Racing | Chris Ashmore Max Payne                             | Ceekar 83J-1   | 92  |
| 22              | C1  | 4   | Martini Racing                    | Bob Wollek Paolo Barilla                            | Lancia LC2-84  | 52  |
| 23              | C1  | 16  | Richard Cleare                    | John Cooper Richard Cleare David Leslie             | Porsche CK5    | 48  |
| Nicht gestartet |     |     |                                   |                                                     |                |     |
| 24              | C1  | 6   | Martini Racing                    | Pierluigi Martini Paolo Barilla Mauro Baldi         | Lancia LC2-84  | 1   |
| 25              | C2  | 73  | Gebhardt Motorsport               | Frank Jelinski                                      | Gebhardt JC843 | 2   |
| 26              | GTP | 92  | Nayler Road & Motorsport          | Tim Lee-Davey Adrian Hall Mike Kimpton              | Tiga 83TSGT    | 3   |
| 27              | B   | 106 | Helmut Gall                       | Helmut Gall Kurt König                              | BMW M1         | 4   |
| 28              | C1  | 33  | Skoal Bandit Porsche Team         | David Hobbs Thierry Boutsen                         | Porsche 956B   | 5   |

1 zurückgezogen
2 zurückgezogen
3 Motorschaden im Training
4 Motorschaden im Training
5 Ersatzwagen

### Nur in der Meldeliste
Hier finden sich Teams, Fahrer und Fahrzeuge, die ursprünglich für das Rennen gemeldet waren, aber aus den unterschiedlichsten Gründen daran nicht teilnahmen.
| Pos. | Klasse | Nr. | Team                   | Fahrer                                  | Chassis       |
| ---- | ------ | --- | ---------------------- | --------------------------------------- | ------------- |
| 29   | C1     | 11  | Porsche Kremer Racing  | Kees Kroesemeijer                       | Porsche CK5   |
| 30   | C1     | 18  | Obermaier Racing       | Jürgen Lässig                           | Porsche 956   |
| 31   | C1     | 20  | GWB Ford Zakspeed Team | Klaus Niedzwiedz Klaus Ludwig           | Zakspeed C1/8 |
| 32   | C1     | 24  | Gatoil Cheetah         |                                         | Cheetah G604  |
| 33   | C1     | 35  | Procar Automobile      | Huub Rothengatter Didier Theys          | Sehcar C83    |
| 34   | C1     | 38  | Kurt Hild              | Kurt Hild Martin Wagenstetter           | TOJ C390      |
| 35   | C2     | 80  | Jolly Club             | Martino Finotto Carlo Facetti           | Alba AR2      |
| 36   | B      | 100 | Rolf Göring            | Rolf Göring Hans-Jörg Dürig             | BMW M1        |
| 37   | B      | 110 | Charles Ivey Racing    | Paul Smith Pete Lovett                  | Porsche 930   |
| 38   | B      | 125 | RD Motorsport          | Keith Norton Bernie Rooney David Cooper | Chevrolet     |

### Klassensieger
| Klasse | Fahrer                  | Fahrer            | Fahrer             | Fahrzeug    | Platzierung im Gesamtklassement |
| ------ | ----------------------- | ----------------- | ------------------ | ----------- | ------------------------------- |
| C1     | Jonathan Palmer         | Jan Lammers       |                    | Porsche 956 | Gesamtsieg                      |
| C2     | Neil Crang              | Ray Bellm         |                    | Tiga GC84   | Rang 10                         |
| B      | Jens Winther            | Lars-Viggo Jensen | David Mercer       | BMW M1      | Rang 12                         |
| GTX    | Vittorio Coggiola       | Gianni Giudici    | Angelo Pallavicini | Porsche 935 | Rang 13                         |
| GTP    | kein Teilnehmer im Ziel |                   |                    |             |                                 |

### Renndaten
- Gemeldet: 38
- Gestartet: 23
- Gewertet: 16
- Rennklassen: 5
- Zuschauer: 24.000
- Wetter am Renntag: heiß und trocken
- Streckenlänge: 4,207 km
- Fahrzeit des Siegerteams: 5:41:46,330 Stunden
- Gesamtrunden des Siegerteams: 238
- Gesamtdistanz des Siegerteams: 1001,071 km
- Siegerschnitt: 175,744 km/h
- Pole Position: Jonathan Palmer – Porsche 956 (#14) – 1:17,320 = 195,839 km/h
- Schnellste Rennrunde: Jonathan Palmer – Porsche 956 (#14) und Bob Wollek – Lancia LC2-84 (#4) – 1:21,030 = 186,872 km/h
- Rennserie: 5. Lauf zur Sportwagen-Weltmeisterschaft 1984
- Rennserie: 4. Lauf zur Deutschen Rennsport-Meisterschaft 1984